# Mambrilla de Castrejón
Mambrilla de Castrejón es la denominación de una villa y de un municipio, en el partido judicial de Aranda, comarca de la Ribera del Duero, provincia de Burgos, Castilla y León, España.

## Geografía
Dista 86 km de la capital, Burgos

### Núcleos de población
El municipio está formado por un único núcleo de población.

## Historia
Cuando en 1143 Alfonso VII concede el fuero de Sepúlveda, surge la Comunidad de Villa y Tierra de Roa, siendo una de sus 33 aldeas. 
En el Censo de Vecindarios de la Corona de Castilla realizado en 1591 se denominaba Mamblilla, pertenecía a la Tierra de Roa, incluida en la provincia de Burgos. La comunidad contaba con 1569 vecinos pecheros, correspondiendo 563 a la capital.
Villa perteneciente a la Tierra de Roa con jurisdicción de señorío ejercida por el Duque de Siruelo quien nombraba su alcalde ordinario.
A la caída del Antiguo Régimen queda constituido en ayuntamiento constitucional en el partido de Roa, perteneciente a la región de Castilla la Vieja que en el censo de la matrícula catastral contaba con 72 hogares y 286 vecinos.

### SigloXIX
Así se describe a Mambrilla de Castrejón en la página 165 del tomo XI del Diccionario geográfico-estadístico-histórico de España y sus posesiones de Ultramar, obra impulsada por Pascual Madoz a mediados del siglo XIX:

MAMBRILLA DE CASTEJÓN

Villa con ayuntamiento en la provincia, audiencia territorial y capitanía general de Burgos (14 leguas), diócesis de Osma (14) y partido judicial de Roa (1).
Situada en medio de la falda N de un cerro, donde le combaten con más frecuencia los vientos N y O; su clima es sano y las enfermedades dominantes los dolores de costado complicados con constipados.
Tiene unas 130 casas con la consistorial, una cárcel deteriorada, un hospital que no merece este nombre, una fuente dentro de la población y varias en el campo, siendo las aguas de aquella malas, y las de estas de bastante buena calidad; una iglesia parroquial de primer ascenso (la Asunción) y 2 ermitas tituladas del Humilladero y de Nuestra Señora de Castejón; el culto de dicha iglesia está servido por un cura párroco y un sacristán.
Confina el término N Pedrosa y Valcabado; E Valdearcos y Corrales (los dos de la provincia de Valladolid); SE San Martín de Rubiales, y O Cueva de Roa; comprende dos despoblados llamados el Escolano y Santa Brígida del Carrascal.
El terreno es de mediana clase y en su mayor parte quebrado; cruza la jurisdicción por la parte meridional el caudaloso río Duero, encontrándose a la occidental un monte bajo poblado de robles y carrascas, cuyas maderas se utilizan para combustible.
Caminos: estos se hallan en mediano estado y dirigen a los pueblos comarcanos.
La correspondencia se recibe de la estafeta de Roa.
Producciones: trigo, cebada, avena, centeno, vino, patatas, algunas hortalizas y frutas y legumbres de todas clases; ganado lanar churro y poco vacuno, mular y asnal; caza de perdices, liebres y conejos; y pesca de truchas, anguilas y barbos en corta cantidad.
Industria: la agrícola.
Población: 72 vecinos, 286 almas.

Capital productivo: 1.244.520 reales. Imponible: 109.639. Contribución: 18.353 reales 10 maravedíes. El presupuesto municipal asciende a unos 8.000 reales y se cubre por reparto vecinal.

## Demografía
Mambrilla de Castrejón cuenta con una población de 105 habitantes (INE 2024).
| Gráfica de evolución demográfica de Mambrilla de Castrejón entre 1842 y 2021                                        |
| |
| Población de derecho según los censos de población del INE Población de hecho según los censos de población del INE |

## Economía
Agricultura e industria vitinícola.

## Cultura

### Patrimonio

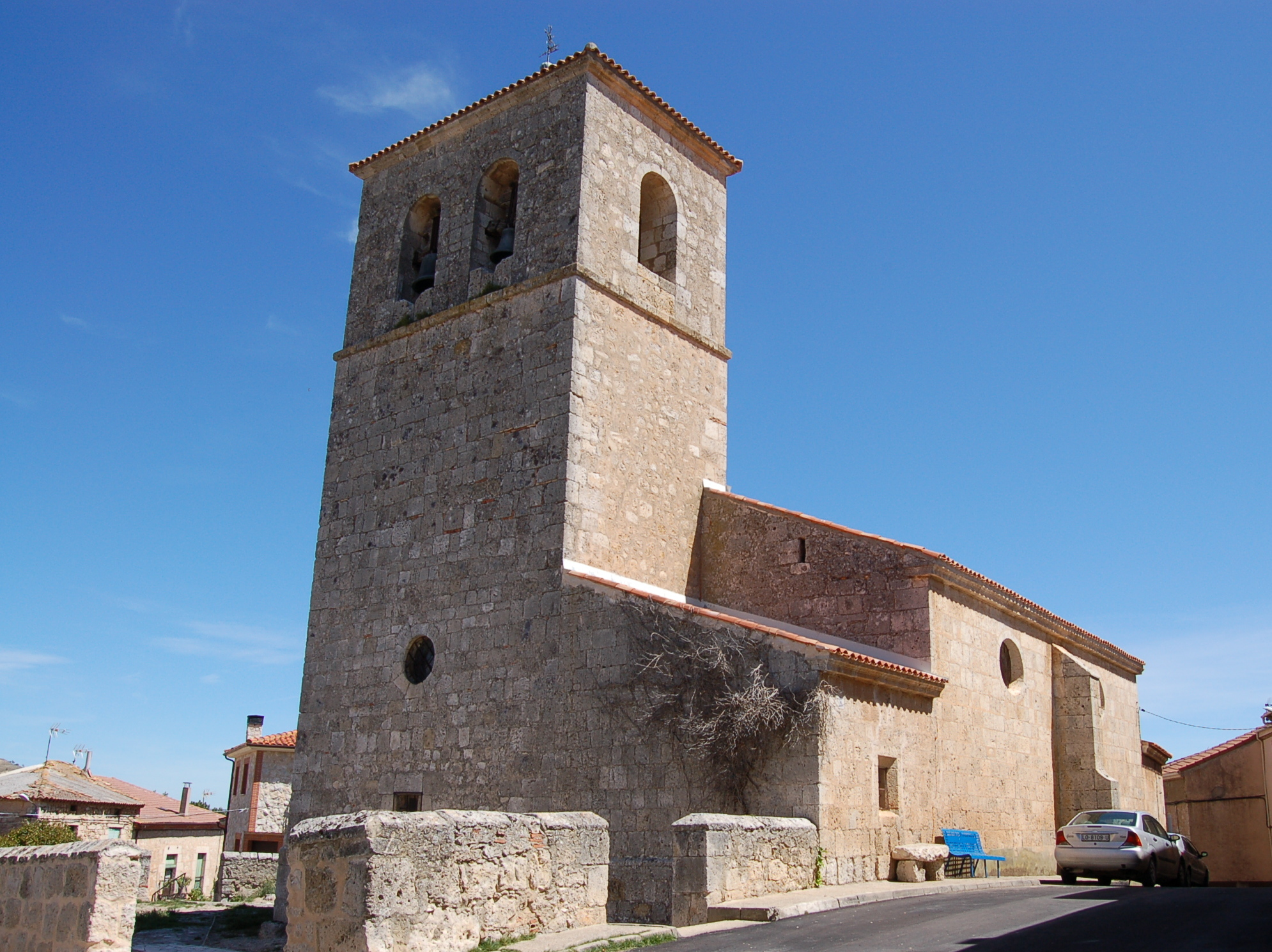
Iglesia

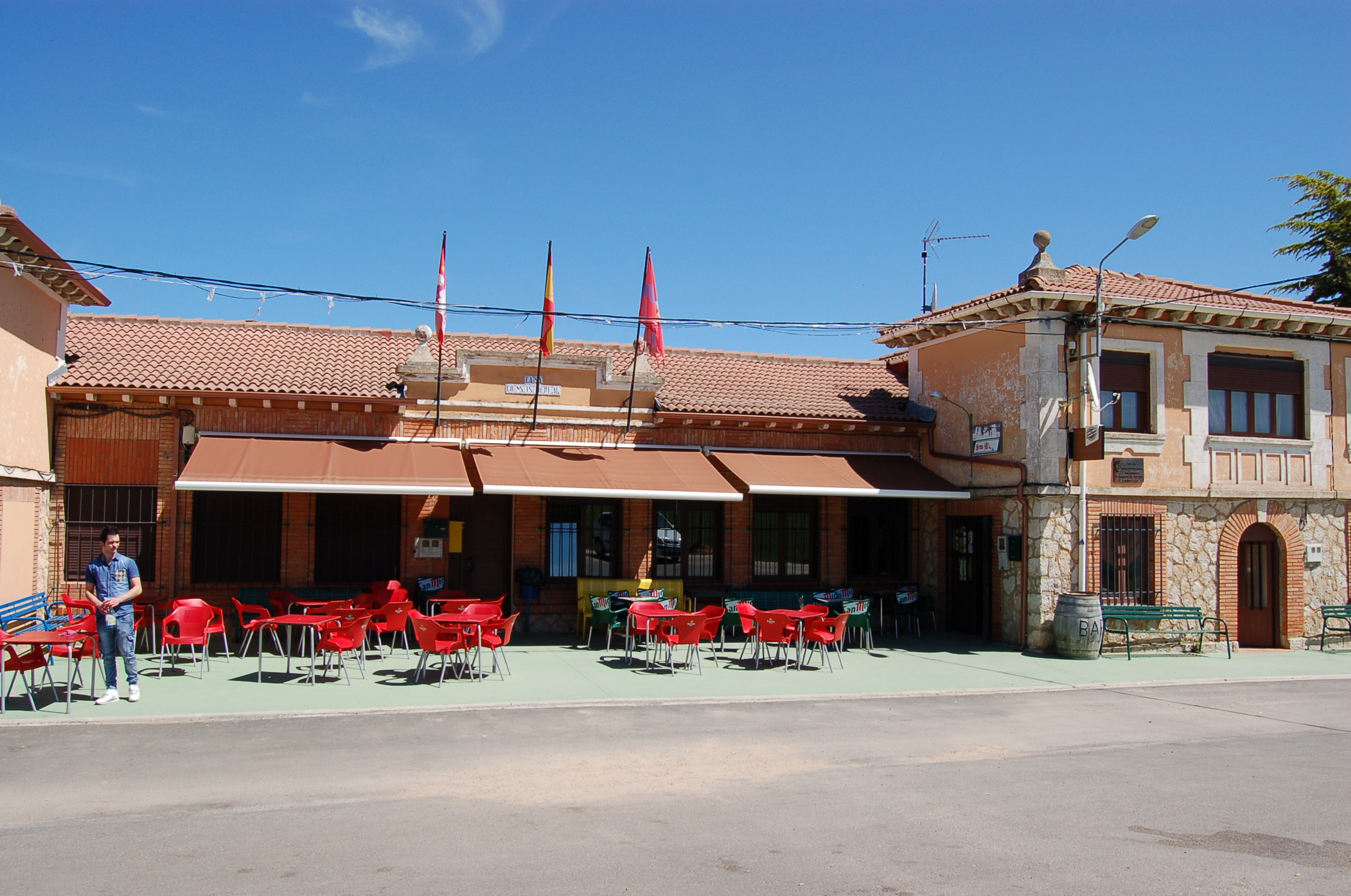
Casa consistorial

- Ermita de la Virgen del Castrejón.
- Rollo de justicia.
- Casonas bicentenarias.
- Casa de Amparo de las Heras

Iglesia de la Asunción de Nuestra Señora
Iglesia parroquial, con Cristo gótico del siglo XIV, dependiente de la parroquia de Roa en el Arcipestrazgo de Roa, diócesis de Burgos.

### Fiestas
Fiesta patronal de Nuestra Señora de Castrejón: segundo domingo de mayo
Fiestas en honor de Santa Isabel y Nuestra Señora de Fátima: Primer fin de semana de agosto
Otras fiestas: San Isidro Labrador (15 de mayo), Corpus Christi.